# エールド
エールド（Érd (ハンガリー語: [eːrd]; オスマン語: Hamzabey Palanka; ドイツ語: Hanselbeck, クロアチア語: Andzabeg, トルコ語: Hamzabey)）は、ハンガリーのブダペスト大都市圏、ペシュト県に位置する都市。

## 歴史
この地では5万年前の男性の骨が発見されており、古代から人が住んでいたことがうかがえる。エールド自体は1243年に初めてその名が登場し、その名は森という意味のerdőか小川という意味のérからきたとされる。1543年にはセーケシュフェヘールヴァールを攻略したオスマン帝国によって占領され、彼らはこの地にモット・アンド・ベーリー様式の城とモスクを築いた。オスマン帝国占領中、町はハムザベイ（Hamzabey）と呼ばれた。オスマン帝国による支配は1684年にロレーヌ公シャルル5世率いる軍隊がエールド近郊でオスマン帝国を打ち破るまで続いた。
1776年にエールドは町（oppidum）となったが、オスマン帝国占領前から町になることは可能であった。20世紀初頭にはカーロイ家の所有となり、町は成長したがエールドの観光値が上昇する1972年までは農業が中心であった。
1991年から2001年にかけて、エールドは30.6%と国内屈指の人口増加率を誇った。2005年11月7日には国会が2006年秋の次期議会選挙時にエールドに県の権限を有する都市の地位を与えることを決めた。

## 交通
ショーシュクート、プスタザーモル、サーズハロムバッタ、ブダペストなどの近隣の都市との間で多くのバスが運行されているほか、エールド、エールド・アルソー、エールド・フェルセー、NT＝エールドリゲット、エールドリゲットの五つの駅があり、ブダペスト、ペーチ、ナジカニジャなどへも行くことができる。

## 観光スポット
- 地理学者デーネシ・バラージによって設立されたハンガリー地理博物館
- 聖ミハーイ教会
- 17世紀にトルコが建てたミナレット。国内には三つしか現存していない
- 古代ローマ時代の街道の遺構
- 希少な植物種が生息するフンドクリアの谷

## 人口統計
民族別の人口割合
- マジャール人 - 93.4%
- ローマ人 - 1%
- ゲルマン人 - 0.6%
- その他 - 0.8%
- 無回答・分からない - 4.2%

宗教別の人口割合
- ローマカトリック - 49.2%
- カルヴァン主義 - 14.2%
- 東方正教会 - 2.2%
- ルーテル教会 - 1.8%
- その他のキリスト教 - 1.5%
- その他 - 0.2%
- 無神論 - 16.5%
- 無回答・分からない - 14.3%

## 姉妹都市
- コリーン、チェコ共和国[1]
- レヴィツェ、スロバキア
- 徐州市、中国
- レギン（英語版）（ルーマニア）
- ポイントン（英語版）（イギリス）
- ルバチュフ（英語版）（ポーランド）